# Милисав Р. Ђенић
Милисав Р. Ђенић је златиборски историчар и хроничар. Рођен је у Чајетини на Златибору 1933. године.

## Биографија
Основну школу завршио је у Чајетини, а гимназију у Ужицу 1954. године. Дипломирао је историју на Филозофском факултету у Београду 1959. године. Радио је као професор историје у основној и средњој школи у Чајетини до 1988. године. Бави се проучавањем златиборске историје. Живи и ради у Чајетини.

## Опус
Написао је:
- књиге:
  - Златибор,
  - Златибор - туристичка панорама,
  - Златибор у прошлости,
  - Златибор 1912-1918,
  - Златибор у Великом рату,
  - Злочини у име правде: златиборска хајдучија,
  - Златиборски туризам кроз векове.
- монографије:
  - Златиборско село Шљивовица,
  - Сто година школе у Чајетини,
  - Дани смрти и ужаса (стрељање рањеника на Златибору 1941.),
  - Чајетина.
- збирке ерског хумора:
  - Нови ерски хумор,
  - Да простиш.